# Perapion oblongum
Perapion oblongum – gatunek chrząszcza z rodziny pędrusiowatych i plemienia Aplemonini. Zamieszkuje palearktyczną Eurazję. Żeruje na szczawiach.

## Taksonomia
Gatunek ten opisany został po raz pierwszy w 1839 roku przez Leonarda Gyllenhaala pod nazwą Apion oblongum. W tym samym roku niezależnie opisał go Carl Henrik Boheman pod nazwą Apion sibiricum. Z tym drugim epitetem klasyfikowany bywał w XX wieku jako odmiana Perapion curtirostre.

## Morfologia
Chrząszcze o ciele długości od 2,2 do 2,9 mm. Ubarwienie ma czarne z połyskiem stalowym lub ołowianym na pokrywach. Oskórek porastają delikatne, szare włoski, słabiej widoczne niż u P. lemoroi, ale wciąż wyraźniejsze niż u P. connexum, na pokrywach równomiernie rozmieszczone. Owłosienie i mikrorzeźba oskórka sprawiają, że owad robi wrażenie szarawego.
Głowa ma wierzch i nasadową połowę ryjka punktowane wyraźnie i gęsto. Punkty lub rowki na czole są dość drobne. Punkty na ciemieniu są tak duże jak na dysku przedplecza. Stosunkowo grube i krótkie czułki wieńczą podługowato-owalne buławki. Ryjek jest prosty do nieznacznie zakrzywionego, tak samo na całej długości wysoki, grubszy od przedniego uda, na szczycie lśniący. Samiec ma ryjek trzykrotnie dłuższy niż w miejscu osadzenia czułków szeroki, trochę dłuższy niż w przypadku P. curtirostre. Samica ma ryjek znacznie dłuższy od przedplecza, znacznie smuklejszy niż u samca, wyraźnie rozszerzony w miejscu osadzenia czułków i u wierzchołka, trzyipółkrotnie dłuższy niż w miejscu osadzenia czułków szeroki.
Przedplecze jest prawie kwadratowe, z wierzchu bardzo słabo wypukłe, punktowane głęboko i gęsto, trochę drobniej niż u P. curtirostre. Dołek przedtarczkowy jest krótki. Na dłuższej niż szerszej tarczce występuje bruzda. Pokrywy są u podstawy wyraźnie szersze od przedplecza, zaopatrzone w dobrze rozwinięte barki. Na każdej pokrywie obecna jest tylko jedna szczecinka wyspecjalizowana, umieszczona na dziewiątym międzyrzędzie. U samca na spodzie wierzchołkowej części pierwszego członu stopy tylnego odnóża wyrasta niewielki kolec.
Odwłok ma pierwszy z widocznych sternitów 1,8 raza dłuższy od następnego; oba są lekko wypukłe, a szew między nimi wgłębiony i prosty. Pygidium samca jest szersze niż dłuższe. Genitalia samca mają tegmen o płatach parameroidalnych rozdzielonych u szczytu głębokim wcięciem. Płat środkowy edeagusa (prącie) jest spłaszczony, endofallus ma natomiast szczytową grupę gęsto upakowanych ząbków lub kolców, poprzeczne zmarszczki pośrodku, a u nasady środkową grupkę drobnych kolców lub ząbków i dwie grupy zaokrąglonych ząbków po jej bokach.

## Ekologia i występowanie
Owad ten zasiedla głównie wilgotne łąki. Zarówno larwy, jak i postacie dorosłe są monofagicznymi fitofagami żerującymi na szczawiu zwyczajnym. Larwy są endofagiczne i żerując, drążą chodniki wewnątrz rdzenia łodygi rośliny żywicielskiej, nie powodując przy tym formowania się wyrośli. Przepoczwarczają się również wewnątrz łodyg. Cykl życiowy jest jednoroczny.
Gatunek palearktyczny. W Europie znany jest z Niemiec, Austrii, Łotwy, Litwy, Polski, Czech, Słowacji, Węgier, Ukrainy, Rumunii, Bułgarii, Bośni i Hercegowiny, Serbii oraz europejskiej części Rosji. W Azji podawany jest z Turcji, Gruzji, Armenii, Azerbejdżanu, syberyjskiej i dalekowschodniej części Rosji, Syrii, Uzbekistanu, Kirgistanu, Mongolii i chińskiego Heilongjiangu.